# Cryptocarya maculata
Cryptocarya maculata är en lagerväxtart som beskrevs av Hsi Wen Li. Cryptocarya maculata ingår i släktet Cryptocarya och familjen lagerväxter. Inga underarter finns listade i Catalogue of Life.